# Hervé Pellois
Hervé Pellois, né le 17 avril 1951 à La Chapelle-Blanche (France), est un homme politique français.
Élu local depuis la fin des années 1980, il est député de la première circonscription du Morbihan depuis les élections législatives de 2012, d'abord sous l'étiquette divers gauche puis La République en Marche à partir de 2017.

## Situation personnelle
Fils d'agriculteur, il est ingénieur agronome de profession[source secondaire nécessaire],.

## Parcours politique

### Conseiller municipal puis maire de Saint-Avé
Membre du parti socialiste depuis 1974, il est d'abord élu conseiller municipal d'opposition à Saint-Avé aux élections de 1983. Il devient maire de Saint-Avé au scrutin suivant, en  1989, et le reste jusqu'à sa démission en 2014.

### Conseil régional
Il devient conseiller régional de Bretagne en janvier 1999 suite au décès d'André Guillais et le demeure jusqu'en 2001, date à laquelle il est élu conseiller général. Il est alors remplacé l'écologiste Dominique Jeannès.

### Conseiller général
Il représente le PS dans le canton de Vannes-est aux élections cantonales de 2001, qu'il remporte avec 51,34 % des voix exprimées contre le conseiller sortant RPR. Il est réélu dès le premier tour aux élections cantonales de 2008 avec 54,13 % des suffrages exprimés. Fervent défenseur du non-cumul des mandats, il met fin à son mandat de conseiller général en 2012.
Dès son élection, il préside le groupe de gauche du Conseil général (18 élus sur 42)[réf. souhaitée].

### Député
Après deux échecs aux élections législatives de 2002 et 2007 sous l'étiquette du PS, il se représente aux élections législatives de 2012 dans la première circonscription du Morbihan, ce qui lui vaut une exclusion du PS qui a investi un autre candidat. Il est finalement élu député divers gauche à l'issue du second tour, avec 52,45 % des suffrages exprimés, face au député sortant UMP François Goulard. 
Il est réélu aux élections législatives de 2017, sous l’étiquette La République en marche. 
Au début de l'année 2022, il annonce qu'il ne briguera pas de nouveau mandat de député et qu'il se retire de la vie politique.

## Synthèse des mandats

### Mandats nationaux
- 20 juin 2012 - 2022 : Député de la première circonscription du Morbihan

### Mandats locaux
- 1999- 2001 : conseiller régional de Bretagne
- 2001 - 2012 : membre du conseil général du Morbihan, président du groupe de gauche.
- 1989 - 2014 : maire de Saint-Avé

## Décorations
- Chevalier de la Légion d'honneur (2022)[9]